# T-26
El T-26 fue un tanque ligero soviético que participó en numerosos conflictos de los años 30, así como la Segunda Guerra Mundial. Fue desarrollado a partir de 1930, tomando como modelo el Vickers 6-ton británico, siendo considerado por algunos como el diseño de tanques más exitoso de la década. Los T-26 republicanos, durante la Guerra Civil Española, entraron en combate el 26 de octubre de 1936, bajo la dirección del Teniente Coronel soviético Semión Krivoshéin, al sur de Madrid. En julio de 1937, la brigada tanquista creada por el General Pávlov intervino en la Batalla de Brunete, que bien podría ser considerada el equivalente español de la Batalla de Kursk. Participaron unos 150 tanques republicanos y supuso uno de los pocos ejemplos de penetración con medios acorazados a lo largo del frente, durante el conflicto español. En batallas como Belchite o Teruel, los T-26 demostraron ser tan superiores a los blindados alemanes e italianos empleados por las fuerzas nacionales, que estos últimos ofrecieron una recompensa de 500 pesetas por cada ejemplar capturado.
Fue fabricado en mayor cantidad que cualquier otro tanque de su época, siendo producidos más de 11.000 unidades. Durante la década de 1930, la URSS desarrolló un número récord de 53 variantes del T-26, incluyendo diferentes vehículos de combate basados en su chasis como tanques lanzallamas, vehículos de ingenieros, artillería autopropulsada o tractores de artillería; 23 de estos modelos fueron producidos en serie, mientras que otros quedaron como modelos experimentales.
La Unión Soviética suministró unas 281 unidades a las Fuerzas Armadas de la Segunda República durante la Guerra civil española (1936-1939), y cuando esta finalizó las unidades supervivientes fueron puestas de nuevo en servicio dentro del Ejército Franquista. Participó durante algunas de las primeras operaciones de la Segunda Guerra Mundial, como en la invasión a Polonia y la guerra de Invierno con Finlandia, cesando su producción en 1941. Durante la invasión alemana de la URSS participó en gran número dado que constituía el grueso de las fuerzas blindadas soviéticas, aunque fue paulatinamente sustituido por otras unidades más modernas como el T-34. Aun así, destacó su participación durante la batalla de Moscú, el sitio de Leningrado (1941-1944), la batalla por el Cáucaso o incluso en una fecha tan tardía como 1945, durante la invasión soviética de Manchuria.
El T-26 fue exportado y empleado extensamente por los ejércitos de España, China y Turquía. Además, unidades capturadas de T-26 fueron usadas de nuevo por las ejércitos de Finlandia, Alemania, Rumanía y Hungría.

## Desarrollo y producción
A finales de la década de 1920, los diseñadores del Ejército Rojo elaboraron un programa de construcción de tanques. Del mismo modo que sucedía en otras naciones, la Unión Soviética fue consciente de la necesidad de un tanque de apoyo a la infantería y, después de haber intentado desarrollar un proyecto propio, optó por el modelo del tanque ligero británico Vickers 6-ton, planeándose su producción a gran escala, ya que el tanque británico costaba 42 000 rublos en oposición al T-19 soviético (el equivalente que se estaba produciendo en aquel momento) que costaba 96 000 rublos y además era más complejo de mantener y fabricar.
El modelo fue denominado V-26 (denominación soviética de los tanques británicos) y se renombró a T-26, llegando quince ejemplares británicos a la Unión Soviética en 1930, siendo designados como T-26A-1. Un grupo de ingenieros del Departamento de Diseño Experimental (OKMO) en la Fábrica Bolshevik de Leningrado, bajo la dirección de G. Barykov y S. Ginzberg., fabricaron 20 vehículos similares; después de diversas pruebas, el proyecto fue aceptado por el Consejo Militar Revolucionario en febrero de 1931 y la producción comenzó ese mismo año en varias fábricas, entre las que se contaba la Fábrica Kirov de Leningrado. Los primeros modelos iban equipados con dos torretas, armadas con ametralladoras de 7,62 mm en el T-26A-2 y una de 12,7 mm, más otra de 7,62 mm en el T-26A-3; algunos fueron armados con una ametralladora en una torreta y un cañón (de 27 mm en el T-26A-4 y de 37 mm en el T-26A-5) en la otra. Pero, el sistema de las dos torretas se mantuvo hasta 1934, cuando en ese mismo año se construyó un único tanque T-26 multitorreta, siendo sustituida su producción por el, ya en marcha, T-26 con una sola torreta. Los siguientes T-26B montaba un único cañón (de 37 mm en el T-26B-1; de 45 mm en los modelos posteriores).
Los primeros T-26 fueron copias prácticamente idénticas del original británico (aparte de unas mínimas variaciones en la parte delantera del casco), simples y robustos, de estructura casi totalmente remachada. El primer modelo, el T-26 Modelo 1931 (T-26A) fue sustituido por el T-26 Modelo 1933 (T-26B) que tenía algunas mejoras, como la torreta única. En el periodo anterior a 1941, el Modelo 1933 constituyó el tanque soviético producido en mayor número: unos 5000 ejemplares, antes de que cesase su fabricación en 1936. Posteriormente, entró en producción el tipo T-26S Modelo 1937 que montaba el cañón de 45 mm ya instalado en las últimas versiones del Modelo 1933, pero que poseía una nueva torreta de concepción mejorada y de construcción por soldadura autógena.
La soldadura se adoptó después de las experiencias obtenidas en los combates con los japoneses que tuvieron lugar a mediados de la década de 1930 a lo largo de las confusas fronteras de Mongolia y Manchuria. Se recibieron informes del general Vasili Blücher, comandante del Ejército Especial del Lejano Oriente, estableciendo que los tanques T-26 de coraza remachada se habían mostrado poco eficaces ante el fuego japonés: la práctica demostró que en un T-26 alcanzado por disparos enemigos era posible que los remaches, expulsados de sus alvéolos, salieron disparados hacia el interior del tanque como verdaderos proyectiles. Se decidió entonces el uso de la soldadura, el cual se inició en los últimos tanques Modelo 1933, pero se normalizó en el T-26S.
La fabricación de la serie T-26 terminó totalmente en 1941, tras el comienzo de la Operación Barbarroja, cuando los alemanes se adueñaron de la mayor parte de las fábricas que construían el vehículo y los nuevos centros de producción, situados en las regiones orientales de la URSS, se dedicaron a construir modelos más modernos como el T-34. Pero, para el año 1941 ya se habían entregado 11 218 T-26 de todos los tipos; en consecuencia, estos se encontraron entre los vehículos acorazados más numerosos utilizados en la primera fase de la Gran Guerra Patriótica.

## Versiones especiales

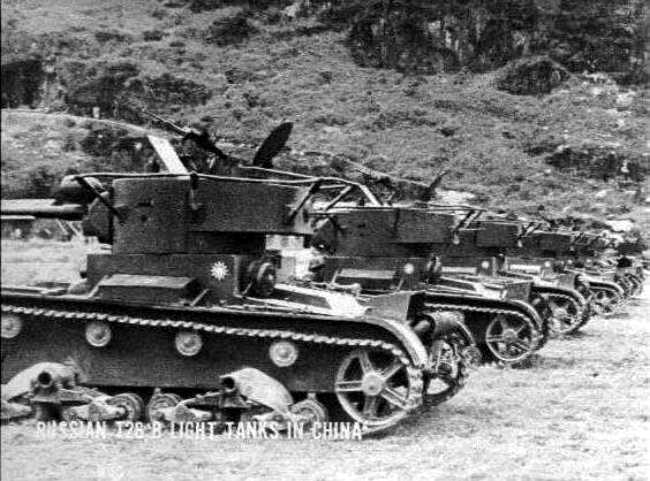
Fila de tanques T-26 chinos durante la segunda guerra sino-japonesa

Durante su vida operativa, los T-26 experimentaron muchos cambios en su producción y empleo, la mayor parte de los primeros se dieron en la mejora del blindaje (espesor mínimo de 6 mm y máximo de 25 mm) y del armamento. Asimismo, se construyeron muchas versiones especiales, entre las que quizás fueron las más numerosas los tanques lanzallamas, identificados con el prefijo OT. La primera de estas versiones fue denominada OT-26 y la última OT-133; la mayor parte tenían la boquilla del arma en una torreta y carecía de cañón, pero los siguientes modelos estuvieron dotados de un cañón, además del lanzallamas. Se produjeron también versiones posapuentes (ST-26) y T-26-4 con un cañón de 76 mm para incrementar la eficacia del apoyo a la infantería. También se desarrollaron versiones especiales de mando, equipadas con radio, designadas T-26A-4(U) y T-26A-2(U); estas eran identificables por su antena de radio en "barandilla" alrededor de la torreta.

## Historia operacional
Durante la década de 1930 entraron en combate contra el Ejército Imperial Japonés durante las guerras fronterizas soviético-japonesas, especialmente en batallas como la de Jaljin Gol y el lago Jasán. También tuvo una destacada participación durante la guerra civil española, donde fue enviado para apoyar a la República Española contra las fuerzas sublevadas.
Tras el comienzo de la Segunda Guerra Mundial, intervino en la invasión soviética de Polonia y en la campaña contra Finlandia de 1939-1940. Al producirse la invasión alemana de la Unión Soviética, en 1941, un gran número de T-26 fueron destruidos en combate o cayeron en manos de los invasores. Muchos fueron transformados por sus nuevos propietarios en tractores de artillería o en cañones autopropulsados, ya que estos tenían una gran necesidad de este tipo de vehículos. Para entonces este tanque ya estaba siendo sustituido por modelos más modernos, aunque los soviéticos lo continuaron empleando en operaciones tan importantes como la batalla de Moscú, el sitio de Leningrado o la batalla del Cáucaso. Incluso en una fecha tan tardía como 1945 fue empleado durante la Invasión soviética de Manchuria, coincidiendo con el final de la Guerra Mundial.

### Guerra civil española
| Fecha                   | Barco           | Número de Vehículos |
| ----------------------- | --------------- | ------------------- |
| 15 de octubre de 1936   | Komsomol        | 50                  |
| 30 de noviembre de 1936 | Cabo Palos      | 37                  |
| 30 de noviembre de 1936 | Mar Caribe      | 19                  |
| 6 de marzo de 1937      | Cabo Santo Tomé | 60                  |
| 8 de marzo de 1937      | Darro           | 40                  |
| 7 de mayo de 1937       | Cabo Palos      | 50                  |
| 13 de marzo de 1938     | Gravelines      | 25                  |
| Total                   | Total           | 281                 |

El 15 de octubre de 1936 llegó el primer embarque de 50 tanques T-26, que arribaron a Cartagena. Estos entraron en combate muy pronto; el 26 de octubre, bajo la dirección del general soviético Semión Krivoshéin, al sur de Madrid. La primera operación de combate en España de los T-26 se desarrolló cerca de la localidad de Seseña, cuando una compañía de tanques republicanos contraatacaron contra la punta de lanza de la unidad de las tropas nacionales durante su avance hacia Madrid. A pesar de que comúnmente se menciona que las fuerzas republicanas recibieron 312 T-26, este número incluía varios Renault FT-17, entregados por Polonia, y 15 T-26 que en realidad nunca llegaron a España. En última instancia, 281 T-26 fueron entregados a España durante la guerra civil española.
Los primeros 50 tanques T-26 que llegaron a España fueron tripulados por personal soviético. Sin embargo, el Kombrig (comandante de brigada) soviético Semión Krivoshéin abrió una escuela de formación en la localidad de Archena, cerca de Cartagena, reclutando principalmente a conductores de camiones y autobuses de ciudades como Madrid y Barcelona. Con el entrenamiento en marcha, y los tanques incorporándose rápidamente al combate, los primeros 50 vehículos del Ejército Popular de la República se organizaron en el primer batallón de tanques.
En diciembre de 1936, el Komkor (comandante de cuerpo) Dmitri Pávlov organizó a los nuevos vehículos blindados soviéticos en una brigada blindada; la componían cuatro batallones de tanques y una compañía de reconocimiento. Esta brigada, conocida como Brigada de Carros de Combate, se componía de 56 tanques y 68 automóviles blindados, e inmediatamente entró en combate en torno a Madrid, incluso en las batallas de Jarama y Guadalajara. En julio de 1937, la brigada participó en la Batalla de Brunete, la batalla más grande con tanques desde el principio de la guerra, participando unos 150 tanques republicanos. La batalla fue también uno de los pocos ejemplos durante la Guerra Civil Española de la utilización de tanques para explotar una penetración a lo largo del frente. Poco después las Fuerzas blindadas se integrarían en la llamada "División de Ingenios Blindados".
Antes del final de la contienda, volvieron a entrar en acción en las batallas de Belchite, Teruel y en la del Ebro, su última acción importante. Demostraron una enorme superioridad ante los blindados alemanes (tanque ligero PzKpfw I) e italianos (tanqueta CV.3/35), vulnerables a los disparos del T-26, que el mando rebelde decidió ofrecer una recompensa en metálico (500 pesetas de la época) por cada ejemplar capturado. Sin embargo, a pesar de ser superior a los tanques alemanes en dicha guerra, muchos fueron destruidos con relativa facilidad. El bando rebelde ideó la forma de destruir a los T-26, llegando incluso a tirar mantas sobre las tomas de aire de los motores y hacerlas arder con algún componente inflamable. El invento del cóctel molotov fue un gran avance que lanzándose sobre el motor del tanque, podía inutilizarlo fácilmente. Además el blindaje de entre 15 mm en el frente era insuficiente para protegerse de cualquier cañón antitanque de la época. Esto, junto con las deficiencias de los motores, llevó a los soviéticos a pensar en la necesidad de un tanque mejor protegido y fiable, de donde partió el tanque medio T-34 y el pesado KV-1.

## Usuarios

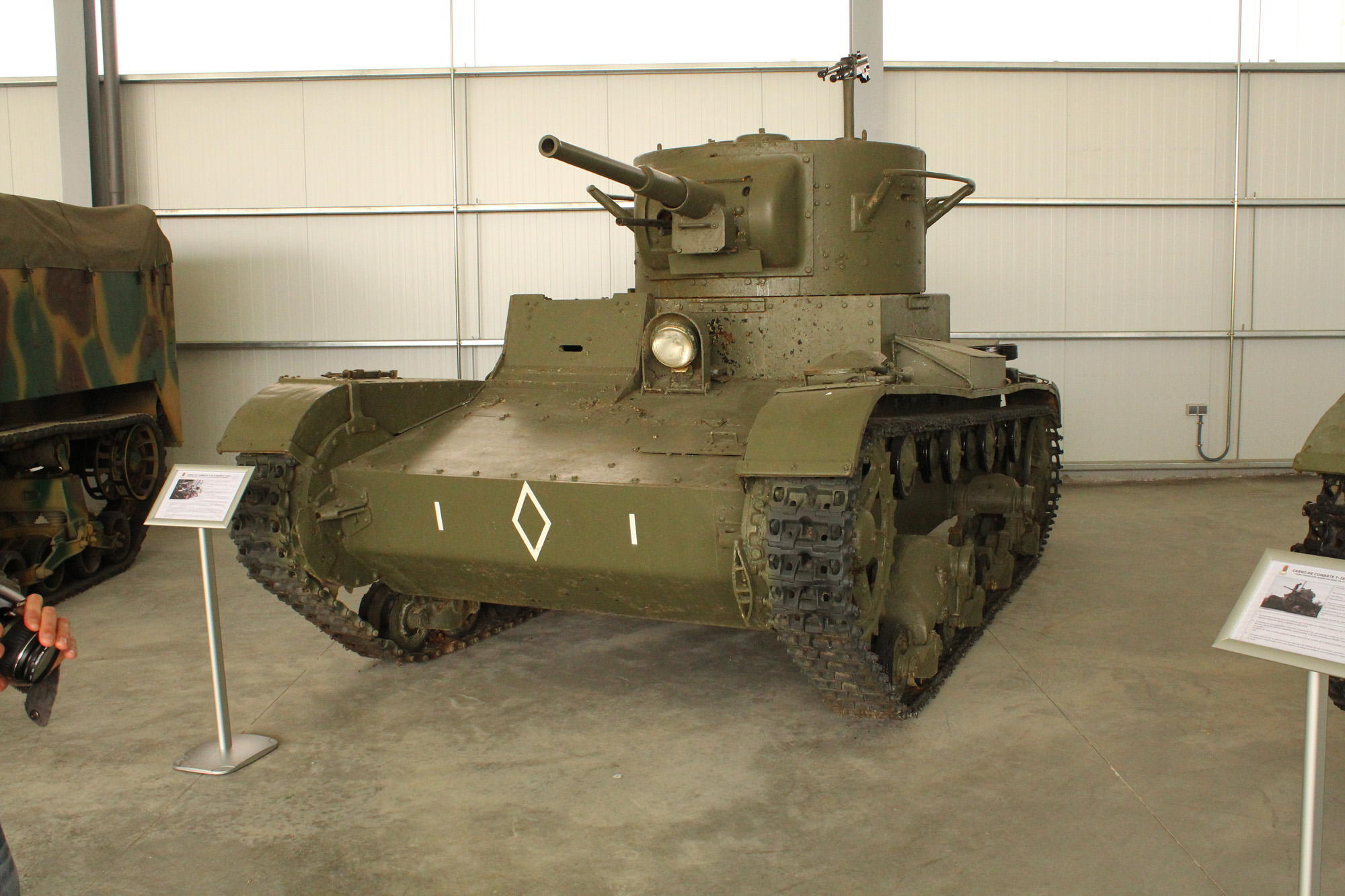
T-26 con el esquema de color del bando republicano. Museo de Unidades Acorazadas de El Goloso

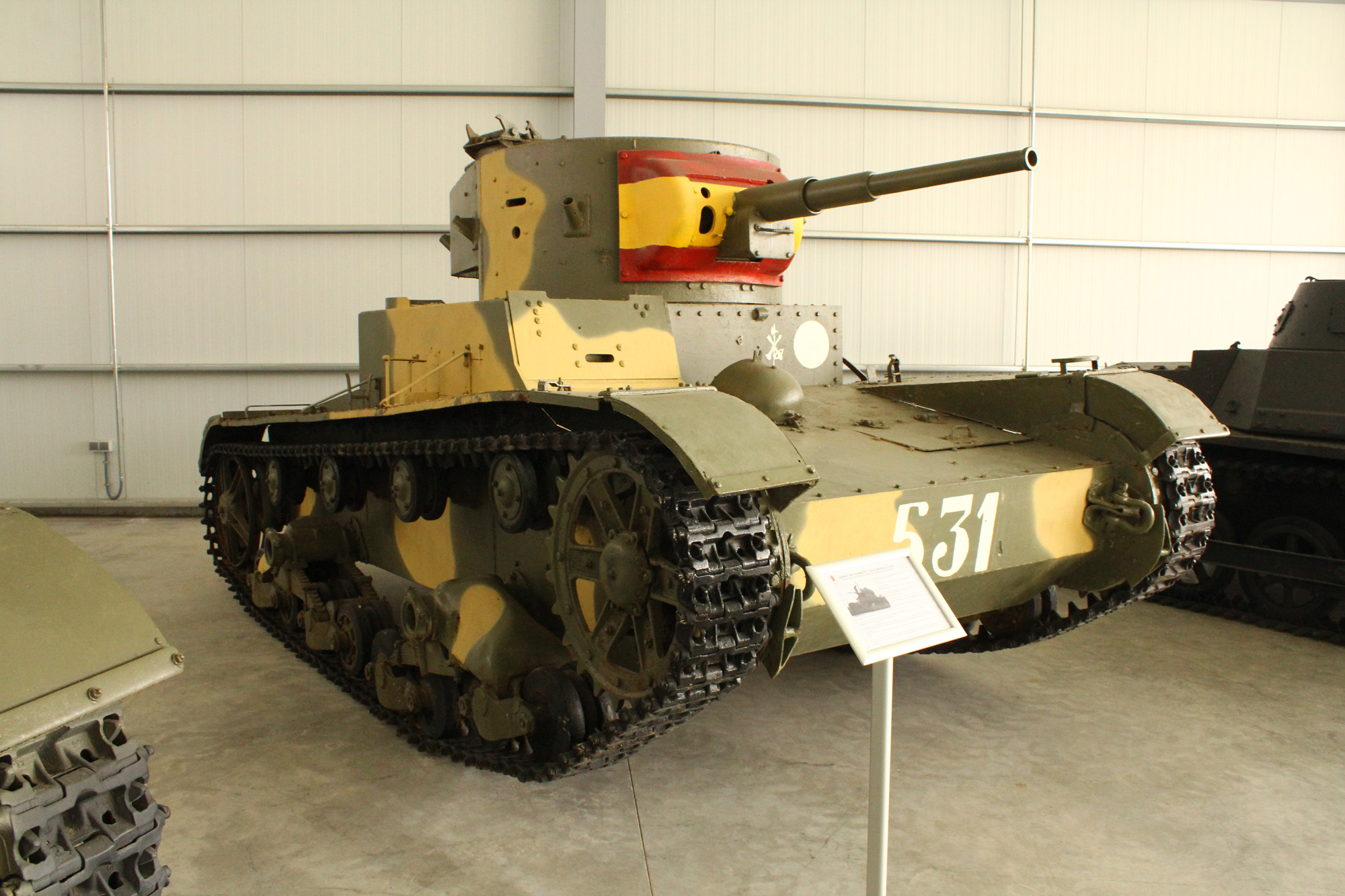
T-26 en un museo según el esquema de color del bando sublevado. El motivo por el que lleva una bandera española en la torreta era para evitar fuego amigo y confusiones. Por el mismo motivo llevaba un aspa en la escotilla para evitar un ataque de la aviación propia

La URSS fue el mayor usuario de T-26, pero vendió algunas unidades a otros países con el fin de mostrar su tanque estrella del momento. Para el 1 de junio de 1941, el Ejército Rojo contaba con 10 268 T-26 de todos los modelos incluyendo los de mando y para otros propósitos, aunque la producción final fue de 11 219 ejemplares.
Otros usuarios del T-26 fueron:
- Reino de Afganistán: 2 T-26 (primer modelo).
- Alemania nazi: Empleó tanques T-26 capturados bajo el nombre de Panzerkampfwagen T-26 737(r).
- República Española: 281 T-26B que lucharon en la Guerra Civil Española. Los que no fueron destruidos fueron tomados por el ejército franquista y mantenidos hasta mediados de la década de 1950.
- España franquista: Los 178 T-26 capturados por el Ejército franquista durante la Guerra Civil y tras la rendición republicana, de los cuales unos 150 siguieron prestando servicio hasta finales de la década de 1950. Uno de ellos está restaurado en el Museo Histórico Militar de Cartagena, y otro en el Museo del Ejército en Valencia.
- Finlandia: 126 T-26 capturados durante la Guerra de Invierno.
- República de China: 82 T-26B (modelo 1933).
- Turquía: 60 T-26.
- Reino de Hungría: Unidades capturadas después de 1941.
- Reino de Rumania: Unidades capturadas después de 1941.

### Videos
- Tank T-26, T-26 mod. 1939 funcional del Museo de Tanques de Kubinka (en ruso)
- Tank T-26, Réplica de un T-26 mod. 1933 (en ruso)
- Tank T-26, T-26 mod. 1939 funcional del Museo de Tanques de Parola (Finlandia)

- Datos: Q237177
- Multimedia: T-26 / Q237177